# Gregorio III dei conti di Tuscolo
Gregorio III dei Conti di Tuscolo (... – 1108) è stato un nobile italiano.
Figlio di Gregorio II, fu conte di Tuscolo dal 1058, anno di morte del padre.

Stemma dei conti di Tuscolo

## Biografia
A differenza del padre, non portava titoli ducali e senatoriali, né alcun titolo su Roma, ma era solo patricius et consul, ( Comes Tusculanensis, Consul, illustris ). Fu succeduto dal figlio maggiore, Tolomeo I.

## Discendenza
Ebbe quattro figli e una figlia:
- Tolomeo I (1099-1129) (Consul comes Tusculanus)
- Gregorio IV (1109-1128) (Iudex Tusculanensis)
- Pietro (1099–1151)
- Egidio (1108-1137)
- Isdara